# 基督教論壇報
《基督教論壇報》是一份在台灣發行的基督教報紙，1965年10月31日由普世教會協會文字與文學委員會紀念台灣宣教一百週年而創立，標榜華人唯一跨教派、獨立經營的基督教媒體。創刊時為週刊性質，2000年1月1日改為三日刊（每週二、五出刊），2003年1月1日改為雙日報（每週二、四、六出刊）。為提升印刷品質並因應讀者閱讀習慣，2010年5月1日改為周三、周六出報，並強化周末專題報導，以「新聞雜誌」形態呈現。
《基督教論壇報》的經營單位為財團法人基督教論壇基金會，1985年成立於台北市松江路22號7樓，2007年洪善群接任董事長，現社址位於台北市新生南路一段50號8樓之三。

## 歷史
- 1965年10月31日：普世教會協會文字與文學委員會紀念台灣宣教一百週年而創立《基督教論壇報》。
- 1981年：董事會改組，第五任社長殷穎辭職，台灣必治妥施貴寶總經理簡鴻基接任社長，成立社務委員會。
- 1985年：財團法人基督教論壇基金會成立於台北市松江路22號7樓。
- 1989年：召開新任編輯委員第一次會議。
- 1993年：資深媒體人林意玲接任社長。
- 1998年：遷至台北市新生南路一段50號8樓。
- 2000年：改為三日刊（每週二、五出刊），並改為當日派送。
- 2003年1月1日：改為雙日報（每週二、四、六出刊），並在萊爾富各店上架販售。
- 2006年：標購台北市仁愛路二段45號法拍屋做為宣教大樓。
- 2007年：召開第八屆董事會，林意玲退休，黃清一接任社長，洪善群接任董事長，資深媒體人雷顯威接任總編輯。
- 2008年：出售台北市仁愛路辦公室、遷回台北市新生南路辦公室，購買台北市中華路辦公室。
- 2008年10月18日，在高雄市成立南部辦事處。2008年12月20日，成立中部辦事處[2]。
- 2009年8月1日：步入數位化，「論壇e報」上線，每日更新內容；實體報改為三日報，增加週末版。
- 2010年1月28日：董事會改選，洪善群連任，雷顯威離職，鄭忠信接任社長[3]。
- 2010年5月1日：改為周三、周六出報。
- 2011年5月11日：董事會通過基金會組織調整，鄭忠信升任基金會執行長兼社長。設立數位部，負責網站、社群、APP的開發與經營。
- 2011年10月：開始經營Facebook及微博，並進行網站全新改版工程。
- 2012年4月：全新網站上線。
- 2013年：手機版網站、「論壇i閱讀」雲端書城APP上線。
- 2014年：主辦第一屆全球華人福音微電影大賽。
- 2015年8月：開啟Line生活圈官方帳號。
- 2015年10月：完成基督教論壇報新聞APP，在App Store及Google play上線，並開發全球搜尋及繁簡體轉換功能服務全球華人讀者。
- 2019年7月：開啟Instagram帳號。
- 2020年：在神奇妙的帶領和供應下，在台北首府市中心，設立「亞洲論壇影響力中心 – 齊東會館」成為連結亞洲各地教會的發起地，推動福音與教會合一。
- 2021年：在馬來西亞聚集跨宗派牧者，共同建立IAA基督教媒體整合平台。
- 2022年：在馬來西亞吉隆坡舉辦【第一屆亞洲論壇影響力國際年會】。
- 2023年：在印尼雅加達舉辦【第二屆亞洲論壇影響力國際年會】。
- 2024年：在台灣高雄舉辦【第三屆亞洲論壇影響力國際年會】。
- 2025年：在日本東京舉辦【第四屆亞洲論壇影響力國際年會】。

## 合作教會
基督教論壇報與以下教會有合作關係：
- 台灣基督長老教會
- 中華基督教衛理公會
- 臺灣聖公會
- 基督教台灣信義會

## 外部連結
- 基督教論壇報 （页面存档备份，存于）
- 基督教論壇報的Facebook專頁
- 基督教論壇報的Instagram帳戶
- 基督教論壇報的新浪微博